# Liberec Open
Il Liberec Open, nome ufficiale Svijany Open per ragioni di sponsorizzazione, è un torneo professionistico maschile di tennis che fa parte dell'ATP Challenger Tour. Si gioca annualmente dal 2013 sui campi in terra rossa del Liberecký tenisový klub di Liberec, in Repubblica Ceca.

## Albo d'oro

### Singolare
| Anno | Campione           | Finalista               | Punteggio           |
| ---- | ------------------ | ----------------------- | ------------------- |
| 2025 | Gonzalo Bueno      | Genaro Alberto Olivieri | 6–2, 2–0 rit.       |
| 2024 | Hugo Dellien       | Elmer Møller            | 5–7, 6–4, 6–1       |
| 2023 | Francisco Comesaña | Toby Kodat              | 6–2, 6–4            |
| 2022 | Jiří Lehečka       | Nicolás Álvarez Varona  | 6–4, 6–4            |
| 2021 | Alex Molčan        | Tomáš Macháč            | 6–0, 6–1            |
| 2020 | Non disputato      | Non disputato           | Non disputato       |
| 2019 | Nikola Milojević   | Rogério Dutra da Silva  | 6–3, 3–6, 6–4       |
| 2018 | Andrej Martin (2)  | Pedro Sousa             | 6–1, 6–2            |
| 2017 | Pedro Sousa        | Guilherme Clezar        | 6–4, 5–7, 6–2       |
| 2016 | Arthur De Greef    | Steve Darcis            | 7–6(4), 6–3         |
| 2015 | Tobias Kamke       | Andrej Martin           | 7–6(6), 6–4         |
| 2014 | Andrej Martin (1)  | Horacio Zeballos        | 1–6, 6–1, 6–4       |
| 2013 | Jiří Veselý        | Federico Delbonis       | 6(2)–7, 7–6(7), 6-4 |

### Doppio
| Anno | Campioni                                | Finalisti                           | Punteggio           |
| ---- | --------------------------------------- | ----------------------------------- | ------------------- |
| 2025 | Andrew Paulson (2) Michael Vrbenský (3) | Jiří Barnat Filip Duda              | 6–4, 6–1            |
| 2024 | Jonáš Forejtek (2) Michael Vrbenský (2) | Milos Karol Tomas Lanik             | 7–5, 6(5)–7, [10–4] |
| 2023 | Petr Nouza Andrew Paulson               | Neil Oberleitner Tim Sandkaulen     | 6–3, 6–4            |
| 2022 | Neil Oberleitner Philipp Oswald         | Roman Jebavý Adam Pavlásek          | 7–6(5), 6–2         |
| 2021 | Roman Jebavý (2) Igor Zelenay           | Geoffrey Blancaneaux Maxime Janvier | 6–2, 6(6)–7, [10–5] |
| 2020 | Non disputato                           | Non disputato                       | Non disputato       |
| 2019 | Jonáš Forejtek (1) Michael Vrbenský (1) | Nikola Ćaćić Antonio Šančić         | 6–4, 6–3            |
| 2018 | Sander Gillé Joran Vliegen              | Filip Polášek Patrik Rikl           | 6–3, 6–4            |
| 2017 | Laurynas Grigelis Zdeněk Kolář          | Tomasz Bednarek David Pel           | 6–3, 6–4            |
| 2016 | Jonathan Eysseric André Ghem            | Ariel Behar Dino Marcan             | 6–0, 6–4            |
| 2015 | Andrej Martin Hans Podlipnik-Castillo   | Wesley Koolhof Matwé Middelkoop     | 7–5, 6(3)–7, [10–5] |
| 2014 | Roman Jebavý (1) Jaroslav Pospíšil      | Ruben Gonzales Sean Thornley        | 6–4, 6–3            |
| 2013 | Rameez Junaid Tim Pütz                  | Colin Ebelthite Lee Hsin-han        | 6–0, 6–2            |